# Miglena Markova
Miglena Markova (búlgar: Миглена Мaркова; Sofía, 16 de febrer de 1983) és una esportista bulgara que va competir en rem.
Va guanyar dues medalles al Campionat Mundial de Rem, els anys 2005 i 2009. Va participar en els Jocs Olímpics d'Atenes 2004, ocupant el quart lloc a la prova de doble scull.

## Palmarès internacional
| Campionat Mundial de Rem | Campionat Mundial de Rem | Campionat Mundial de Rem | Campionat Mundial de Rem |
| Any                      | Seu                      | Medalla                  | Prova                    |
| ------------------------ | ------------------------ | ------------------------ | ------------------------ |
| 2005                     | Kaizu Japó               | 2                        | Doble scull              |
| 2009                     | Poznań Polònia           | 3                        | Doble scull              |